# Corpus Scriptorum Christianorum Orientalium
El Corpus Scriptorum Christianorum Orientalium, a menudo abreviado como CSCO, es una colección políglota de textos literarios de la Cristiandad oriental. 

## Historia

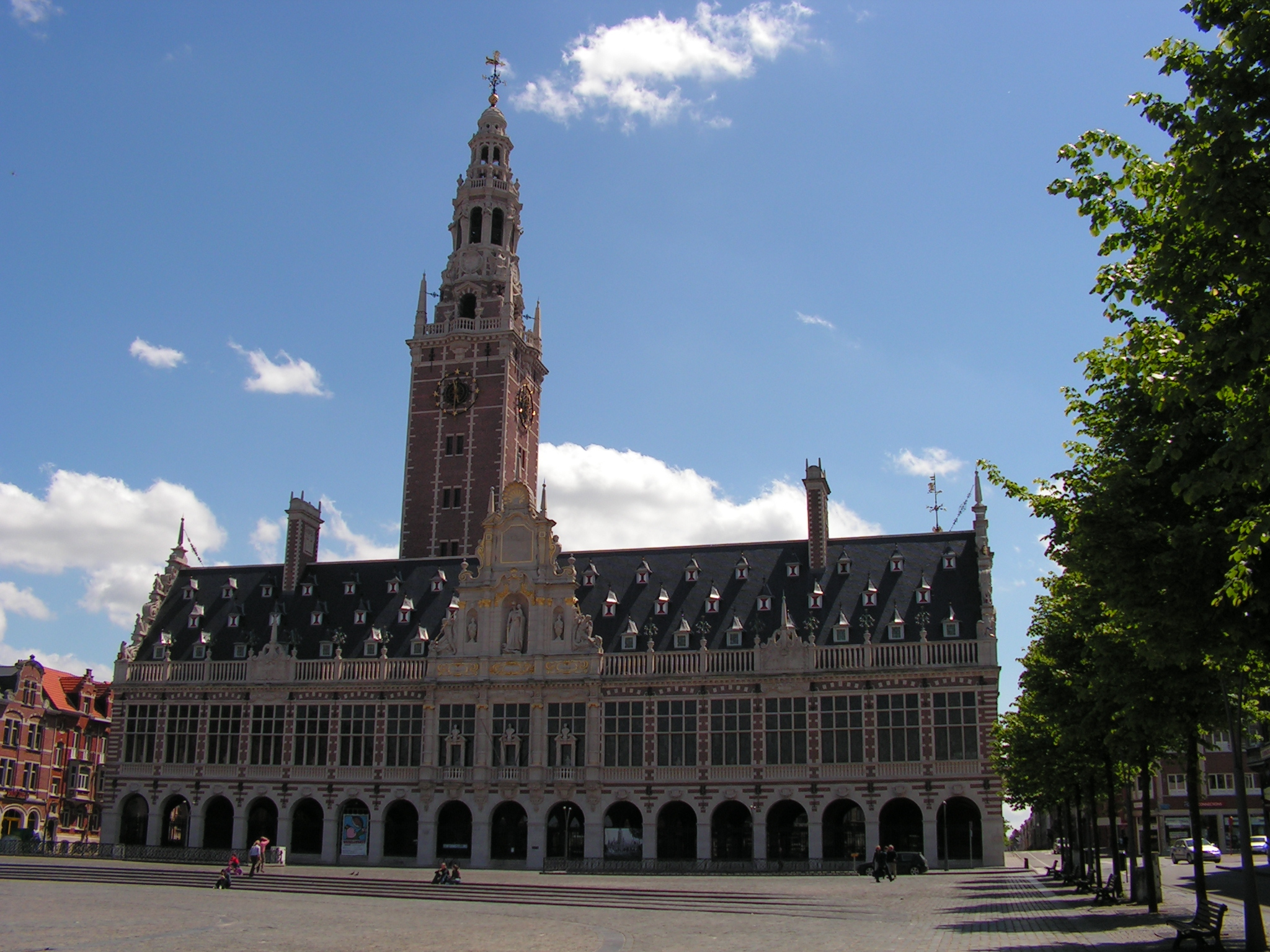
Biblioteca de la Universidad Católica de Lovaina

Fue fundada en 1903 por Jean-Baptiste Chabot, con la colaboración de otros cuatro orientalistas: Bernard Carra de Vaux (Instituto Católico de París), Louis Cheikho (Universidad de San José de Beirut), Ignazio Guidi (Universidad "La Sapienza" de Roma) y Henri Hyvernat (Universidad Católica de América); con el objetivo de difundir los textos de los Padres de la Iglesia orientales. Cada texto en lengua original estaba acompañado de una traducción en latín. Los primeros volúmenes fueron publicados por Éditions Poussielgue.
Desde 1912, a propuesta de Henry Hyvernat, la publicación de los libros fue confiada a la Universidad Católica de Lovaina (Bélgica) y a la Universidad Católica de América, en Washington D. C. (EE. UU.). La actual Secretaria General de la colección es Andrea Schmidt, de la Universidad Católica de Lovaina (sección de lengua francesa, Ottignies-Louvain-la-Neuve, Bélgica).
Originalmente, la colección se imprimía en distintas imprentas, cada una especializada en los diversos tipos móviles de tipografía. Actualmente sólo una de ellas se ocupa de toda la producción y de la publicación de los volúmenes. La editorial Peeters de Lovaina, que durante un tiempo operó bajo el nombre Orientaliste y que durante el siglo XX fundó también una editorial académica internacional, se ocupa de la distribución de los libros.   
Desde su fundación ha publicado más de 600 volúmenes, todos todavía en catálogo. Una de sus características más destacadas es el hecho de que, salvo algunas excepciones, todas las publicaciones presentan una edición crítica de los textos originales en un volumen y la traducción en un segundo volumen.
Del conjunto total, unos 240 volúmenes se ocupan de los escritores siríacos. Asimismo, se han publicado muchos libros relativos a obras en árabe, copto, etiópico clásico, armenio y georgiano. Entre el total de publicaciones se incluyen también más de cien monografías.

## Enlaces externos

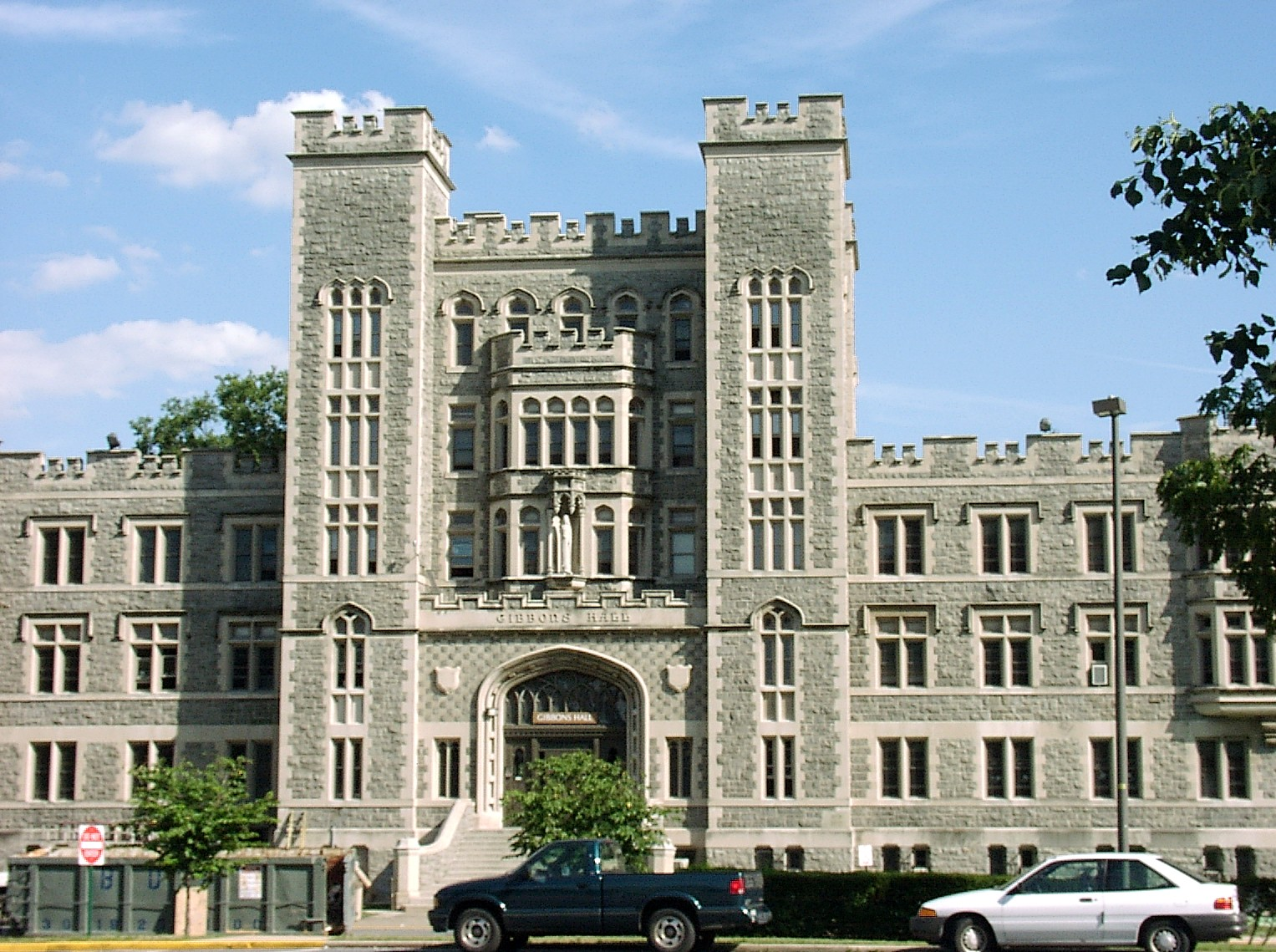
Edificio Gibbons, Universidad Católica de América